# Pierre-Joseph Destrebecq
Pierre-Joseph Destrebecq est un footballeur international belge né le 18 juin 1881 et mort le 7 décembre 1945. Il évolue comme attaquant avant la Première Guerre mondiale dans les clubs bruxellois de l'Union Saint-Gilloise, le Racing Club de Bruxelles et le Sporting d'Anderlecht.
Il compte sept sélections pour cinq buts inscrits en équipe de Belgique dont le premier match officiel le 1er mai 1904, à Bruxelles contre la France.

## Biographie
Pierre-Joseph Destrebecq nait le 18 juin 1881. En 1901, il rejoint l'Union Saint-Gilloise et remporte avec ce club le championnat de Belgique en 1904. Il est appelé, lors de cette saison en équipe de Belgique et, dispute le premier match officiel de la sélection le 1er mai 1904, à Bruxelles contre la France. Le 7 mai 1905 à Bruxelles, lors d'un nouveau match amical contre la France, il est l'auteur du premier hat trick d'un international belge. En club, il remporte de nouveau le championnat en 1905 et 1906.
En début de saison 1906, il intègre l'effectif du Racing Club de Bruxelles et remporte de nouveau le championnat avec ce club en 1908. il signe ensuite au Sporting d'Anderlecht où il termine sa carrière en fin de saison 1911. Il meurt le 7 décembre 1945.

## Palmarès
Pierre-Joseph Destrebecq remporte quatre titres de champion de Belgique en 1904, 1905 et 1906 avec l'Union Saint-Gilloise et, en 1908 avec le Racing Club de Bruxelles. Il termine également avec ce club vice-champion en 1907.
Il compte sept sélections pour cinq buts marqués en équipe de Belgique de 1904 à 1906.